# Alexander von Maravić
Alexander von Maravić (* 27. Juni 1949 in Stuttgart) ist ein deutscher Theaterleiter und -intendant.

## Leben
Von Maravić studierte nach dem Abitur am Canisius-Kolleg Berlin Theaterwissenschaften sowie Germanistik, Nordistik und Rechtswissenschaften in Berlin und Kiel.
Nach seiner Zulassung als Rechtsanwalt war er von 1979 bis 1985 Justitiar und stellvertretender Geschäftsführender Direktor des Deutschen Bühnenvereins, des Interessen- und Arbeitgeberverbandes der Theater und Orchester. Von 1985 bis 1990 war er zusammen mit Klaus Pierwoß Co-Direktor des Schauspiels Köln. Von 1990 bis 2000 leitete er als Direktor das Schauspielhaus Bochum, erst zusammen mit Frank-Patrick Steckel und von 1995 an mit Leander Haußmann.
Von 2000 bis 2005 war er mit Claus Peymann Geschäftsführer und Direktor der Berliner Ensemble GmbH. 2005 wechselte er an die Oper Leipzig, die er bis 2007 zunächst als Geschäftsführender Direktor und von 2007 bis 2011 als Intendant und Geschäftsführender Direktor leitete. Als Intendant der Oper Leipzig gelang es ihm, Peter Konwitschny als Chefregisseur und Mario Schröder als Ballettdirektor an das Haus zu holen. 
Seit März 2014 ist er Geschäftsführender Direktor des Düsseldorfer Schauspielhauses, das er zusammen mit Günther Beelitz bis zum 31. Juli 2016 verantwortet hat.
Alexander von Maravić lebt in Berlin und ist mit der Schauspielerin Eva-Maria Hofmann verheiratet.